# 岡田善長
岡田 善長（おかだ よしなが、1838年（天保9年） - 1907年（明治40年）9月26日）は、幕末の江戸幕府旗本、明治期の日本の宮内省官僚、陸軍少佐。

## 経歴
美濃国の旗本岡田家の出身。岡田家は5300石を知行した旗本だった。通称は錖之助（とくのすけ）。王政復古後の慶応4年（1868年）5月に朝廷に早期帰順して本領安堵のうえ朝臣に列し、下大夫席を与えられた。
同年7月24日に「分知高共合わせて八千五百七十石余これあり、外下総国の内五百石、徳川加増新地合わせ九千七十九石余、猶また近年村々新開の分九百七十石余、別紙の外に御坐候。都合一万四十九石余に相及び申し候（略）諸侯格仰せつけられ下し置かれ候はば、家の面目このうえなく、益（ますます）勤王の万一を補い候御儀と存じ奉り候」とする諸侯列への昇格請願書を提出。要するに分家や新地開墾分を含めると万石以上になるので諸侯列に加えてほしいという請願である。同年8月13日付けで分家の岡田主計・岡田六次郎両名も連署で本家と合家して知行を一つにまとめることの請願書を提出した。しかし許可は下りなかった。善長はさらに二度同様の請願を繰り返したが、どちらも許可されなかった。
維新後、慶應義塾などで学び、供奉御練兵御用掛に任ぜられ、陸軍少佐となる。その後、宮内省御用掛を経て、侍従となった。

## 栄典
- 1887年（明治20年）5月27日 - 勲四等旭日小綬章[4]
- 1889年（明治22年）11月29日 - 大日本帝国憲法発布記念章[5]